# Afrikánská Wikipedie
Afrikánská Wikipedie (afrikánsky Afrikaanse Wikipedia) je jazyková verze Wikipedie v afrikánštině. V lednu 2022 obsahovala přes 101 000 článků a pracovalo pro ni 16 správců. Registrováno bylo přes 143 000 uživatelů, z nichž bylo asi 172 aktivních. V počtu článků byla 71. největší Wikipedie.